# بطولة باوليستا
بطولة باوليستا الدرجة الأولى (بالبرتغالية: Campeonato Paulista Série A1‏) هي دوري كرة القدم للمحترفين في ولاية ساو باولو البرازيلية. ويخضع الدوري الذي يديره اتحاد باوليستا لكرة القدم للتنافس بين 16 ناديًا وعادة ما يستمر من يناير إلى أبريل. تميزت البطولة بالتنافس بين أربعة من أشهر الفرق البرازيلية المعروفة (كورينثيانز، بالميراس، سانتوس، ساو باولو). تُعد بطولة باوليستا أقدم بطولة دوري في البرازيل، حيث أنشت في عام 1902 وبدأت كبطولة للمحترفين منذ عام 1933.

## الألقاب حسب النادي
| النادي            | الفائز | الوصيف | سنوات الفوز |
| ----------------- | ------ | ------ | --- |
| كورينثيانز        | 30     | 21     | 1914، 1916، 1922، 1923، 1924، 1928، 1929، 1930، 1937، 1938، 1939، 1941، 1951، 1952، 1954، 1977، 1979، 1982، 1983، 1988، 1995، 1997، 1999، 2001، 2003، 2009، 2013، 2017، 2018، 2019 |
| بالميراس          | 22     | 24     | 1920، 1926، 1927، 1932، 1933، 1934، 1936، 1940، 1942، 1944، 1947، 1950، 1959، 1963، 1966، 1972، 1974، 1976، 1993، 1994، 1996، 2008                                                 |
| سانتوس            | 22     | 11     | 1935، 1955، 1956، 1958، 1960، 1961، 1962، 1964، 1965، 1967، 1968، 1969، 1973، 1978، 1984، 2006، 2007، 2010، 2011، 2012، 2015، 2016                                                 |
| ساو باولو         | 21     | 17     | 1931، 1943، 1945، 1946، 1948، 1949، 1953، 1957، 1970، 1971، 1975، 1980، 1981، 1985، 1987، 1989، 1991، 1992، 1998، 2000، 2005                                                       |
| بوليستانو         | 11     | 10     | 1905، 1908، 1913، 1916، 1917، 1918، 1919، 1921، 1926، 1927، 1929 |
| ساو باولو أتلتيك ‏ | 4      | 1      | 1902، 1903، 1904، 1911 |
| بورتوغيزا         | 3      | 4      | 1935، 1936، 1973[بحاجة لمصدر] |
| أتلتيكا بالميراس  | 3      | 0      | 1909، 1910، 1915 |
| غريميو            | 2      | 3      | 1906، 1916 |
| أمريكانو          | 2      | 3      | 1912، 1913 |
| إنترناسيونال      | 2      | 2      | 1907، 1928 |
| ساو بينتو         | 2      | 0      | 1914، 1925 |
| إيتوانو           | 2      | 0      | 2002، 2014 |
| ساو كايتانو       | 1      | 1      | 2004 |
| انتر لايميرا      | 1      | 0      | 1986 |
| براغانتينو        | 1      | 0      | 1990 |

## وصلات خارجية
- الصفحة الرئيسية لاتحاد باوليستا لكرة القدم (بالبرتغالية)
- تاريخ بطولة باوليستا (بالبرتغالية)